# Петър Петров (полковник)
Вижте пояснителната страница за други личности с името Петър Петров.
Петър Йорданов Петров е български офицер, полковник, участник в Балканската (1912 – 1913), Междусъюзническата война (1913) и Първата световна война (1915 – 1918), командир на 1-ва пехотна софийска дивизия (1934).

## Биография
Петър Петров е роден на 1 март 1887 г. в Сливен, Княжество България. През 1906 г. завършва с 26-и випуск на Военното на Негово Величество училище и на 19 септември е произведен в чин подпоручик. На 22 септември 1916 г. е произведен в чин поручик Взема участие в Балканската (1912 – 1913) и Междусъюзническата война (1913) и на 5 август 1913 г. е произведен в чин капитан. Взема участие в Първата световна война (1915 – 1918), като на 20 юли 1917 е произведен в чин майор, а след войната на 28 август 1920 г. в чин подполковник.
През военната си кариера служи последователно в 17-и пехотен доростолски полк и 38-и пехотен полк. По-късно е началник-щаб на 17-а опълченска дружина, след което е в Щаба на армията и в 39-и пехотен полк.
През 1923 г. подполковник Петров е назначен на служба в 3-ти пехотен бдински полк, през 1928 г. е произведен в чин полковник, след което от 1929 г. е на служба в 4-ти пограничен сектор и през следващата година е назначен за началник-щаб на 4-та военно-инспекционна област. През 1934 г. полковник Петър Петров поема за кратко командването на 1-ва пехотна софийска дивизия и по-късно същата година е уволнен от служба и преминава в запаса.

## Семейство
Полковник Петър Петров е женен има 2 деца.

## Военни звания
- Подпоручик (19 септември 1906)
- Поручик (22 септември 1909)
- Капитан (5 август 1913)
- Майор (20 юли 1917)
- Подполковник (28 август 1920)
- Полковник (1928)

## Образование
- Военно на Негово Княжеско Височество училище (до 1906)